# 不二乳膠
不二乳膠（日语：不二ラテックス，東證JQ：5199 ），是日本的橡膠製品製造商，也是主要的保險套製造廠商之一，近年來開始製造工業機械用的緩衝器。其在台灣的技術合作公司——台灣不二實業，是台灣最大的保險套製造商。

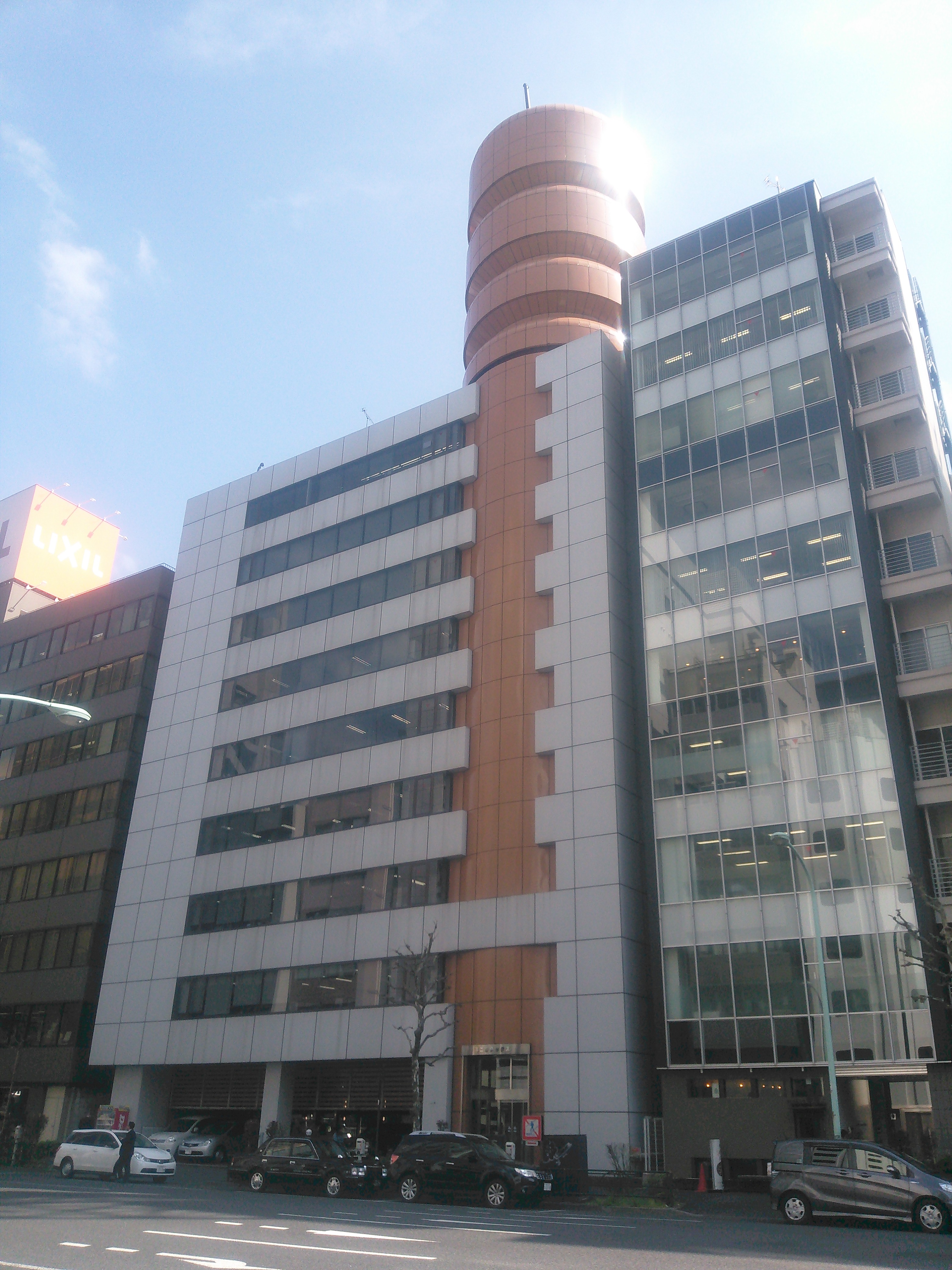
不二乳膠總部

## 竞争品牌
- 岡本
- 杰士邦
- 相模
- 杜蕾斯

## 外部連結
- （日語） 不二ラテックス（页面存档备份，存于）
- （繁體中文） 台灣不二實業（页面存档备份，存于）